# S.E.F. Torres 1903 2014-2015
Questa voce raccoglie le informazioni riguardanti la S.E.F. Torres 1903 nelle competizioni ufficiali della stagione 2014-2015.

## Stagione
La Torres nel 2014-2015 disputa il ventiseiesimo campionato di Serie C/SerieC1/Lega Pro e il quarantaduesimo in campionati professionistici. Il 26 novembre 2014 viene esonerato l'allenatore Massimo Costantino, sostituito da Vincenzo Cosco. Dal 6 gennaio 2015 il tecnico è Cristian Bucchi. Al termine del campionato la squadra si classifica all'undicesimo posto. Ma il 29 agosto 2015 viene retrocessa dalla Corte d'Appello Federale della Figc in Serie D per illecito sportivo.

## Divise e sponsor
Lo sponsor tecnico per la stagione 2014-2015 è Givova, mentre lo sponsor ufficiale è Sardegna e Mondo Marine.
| Casa | Trasferta |

## Rosa
Dal sito internet ufficiale della società, al 2 febbraio 2015.
| N. |                    | Ruolo | Calciatore                     |
| -- | ------------------ | ----- | ------------------------------ |
|    | Italia (bandiera)  | P     | Edoardo Cordella               |
|    | Italia (bandiera)  | P     | Marco Costantino               |
|    | Italia (bandiera)  | P     | Daniele Scarsella              |
|    | Italia (bandiera)  | P     | Andrea Testa                   |
|    | Italia (bandiera)  | D     | Ramzi Aya                      |
|    | Italia (bandiera)  | D     | Claudio Cafiero                |
|    | Italia (bandiera)  | D     | Angelo Della Guardia           |
|    | Italia (bandiera)  | D     | Alessio Fatticcioni            |
|    | Italia (bandiera)  | D     | Raffaele Imparato              |
|    | Italia (bandiera)  | D     | Giacomo Ligorio                |
|    | Italia (bandiera)  | D     | Domenico Marchetti             |
|    | Italia (bandiera)  | D     | Vincenzo Migliaccio (Capitano) |
|    | Italia (bandiera)  | D     | Filippo Minarini               |
|    | Italia (bandiera)  | D     | Marco Schiavino                |
|    | Senegal (bandiera) | C     | Yves Baraye                    |
|    | Italia (bandiera)  | C     | Mirko Bigazzi                  |
|    | Italia (bandiera)  | C     | Davide Bottone                 |
|    | Italia (bandiera)  | C     | Stefano Cerniglia              |
|    | Italia (bandiera)  | C     | Federico Cerone                |
|    | Italia (bandiera)  | C     | Fabio Foglia                   |
|    | Italia (bandiera)  | C     | Daniele Franco                 |
|    | Italia (bandiera)  | C     | Thomas Funari                  |
|    | Italia (bandiera)  | C     | Giovanni Giuffrida             |
|    | Italia (bandiera)  | C     | Giancarlo Lisai                |

| N. |                   | Ruolo | Calciatore           |
| -- | ----------------- | ----- | -------------------- |
|    | Italia (bandiera) | C     | Davide Madeddu       |
|    | Italia (bandiera) | C     | Pasquale Maiorino    |
|    | Italia (bandiera) | C     | Carmine Marinaro     |
|    | Italia (bandiera) | C     | Davide Petermann     |
|    | Italia (bandiera) | C     | Emmanuele Piras      |
|    | Italia (bandiera) | C     | Samuele Pizza        |
|    | Italia (bandiera) | C     | Federico Pizzutelli  |
|    | Italia (bandiera) | C     | Lorenzo Remedi       |
|    | Italia (bandiera) | A     | Pietro Balistreri    |
|    | Italia (bandiera) | A     | Riccardo Barbuti     |
|    | Italia (bandiera) | A     | Cristian Buonaiuto   |
|    | Italia (bandiera) | A     | Matteo Colombi       |
|    | Italia (bandiera) | A     | Saveriano Infantino  |
|    | Italia (bandiera) | A     | Gerardo Rubino       |
|    | Italia (bandiera) | A     | Emanuele Santaniello |
|    | Italia (bandiera) | A     | Luigi Scotto         |
|    | Italia (bandiera) |       | Antonio Sassu        |
|    | Italia (bandiera) |       | Mauro Badami         |
|    | Italia (bandiera) |       | Giuseppe Inzerillo   |
|    | Italia (bandiera) |       | Federico Altea       |
|    | Italia (bandiera) |       | Gianluigi Illario    |
|    | Italia (bandiera) |       | Carlo Pirino         |
|    | Italia (bandiera) |       | Andrea Zerauschek    |

## Calciomercato

### Sessione estiva(dal 01/07 al 01/09)
| Acquisti         | Acquisti             | Acquisti      | Acquisti   |
| R.               | Nome                 | da            | Modalità   |
| ---------------- | -------------------- | ------------- | ---------- |
| P                | Edoardo Cordella     | -             | -          |
| P                | Marco Costantino     | Modena        | prestito   |
| P                | Andrea Testa         | L'Aquila      | definitivo |
| D                | Ramzi Aya            | Rimini        | definitivo |
| D                | Claudio Cafiero      | Latina        | definitivo |
| D                | Angelo Della Guardia | -             | -          |
| D                | Alessio Fatticcioni  | Gavorrano     | definitivo |
| D                | Raffaele Imparato    | Vicenza       | definitivo |
| D                | Giacomo Ligorio      | L'Aquila      | definitivo |
| D                | Domenico Marchetti   | Vigor Lamezia | definitivo |
| D                | Filippo Minarini     | Modena        | prestito   |
| C                | Yves Baraye          | Chievo        | prestito   |
| C                | Mirko Bigazzi        | Livorno       | prestito   |
| C                | Daniele Franco       | Spezia        | prestito   |
| C                | Thomas Funari        | Arzanese      | definitivo |
| C                | Giovanni Giuffrida   | Akragas       | definitivo |
| C                | Pasquale Maiorino    | Vicenza       | definitivo |
| C                | Carmine Marinaro     | Pescara       | definitivo |
| C                | Emmanuele Piras      | Selargius     | definitivo |
| C                | Samuele Pizza        | Viareggio     | definitivo |
| C                | Federico Pizzutelli  | Bari          | prestito   |
| C                | Lorenzo Remedi       | Livorno       | prestito   |
| A                | Gerardo Rubino       | Entella       | prestito   |
| A                | Emanuele Santaniello | -             | definitivo |
| Altre operazioni |                      |               |            |
| R.               | Nome                 | da            | Modalità   |
| A                | Saveriano Infantino  | L'Aquila      | definitivo |

| Cessioni | Cessioni                | Cessioni      | Cessioni      |
| R.       | Nome                    | a             | Modalità      |
| -------- | ----------------------- | ------------- | ------------- |
| P        | Daniel Leone            | Reggina       | fine prestito |
| P        | Antonio Rosti           | Vigor Lamezia | fine prestito |
| P        | Matteo Trini            | -             | -             |
| D        | Luca Benedetti          | Sassuolo      | fine prestito |
| D        | Riccardo Bolzan         | Sacilese      | svincolato    |
| D        | Gaetano Capogrosso      | Siena         | fine prestito |
| D        | Marco Cabeccia          | Savona        | definitivo    |
| D        | Roberto Cortellini      | Barletta      | definitivo    |
| D        | Alberto Cossentino      | Reggiana      | fine prestito |
| D        | Roberto Di Maio         | Rimini        | definitivo    |
| C        | Daniele Bianchi         | Nuorese       | svincolato    |
| C        | Simone Guerri           | Gubbio        | definitivo    |
| A        | Antonino Bonvissuto     | Arezzo        | definitivo    |
| A        | Nicola Ciotola          | L'Aquila      | fine prestito |
| A        | Alberto Filippini       | SPAL          | definitivo    |
| A        | Francesco Potenza       | Pordenone     | definitivo    |
| A        | Carlo Emanuele Ferrario | -             | svincolato    |

### Fuori sessione
| Acquisti | Acquisti          | Acquisti | Acquisti   |
| R.       | Nome              | da       | Modalità   |
| -------- | ----------------- | -------- | ---------- |
| A        | Pietro Balistreri | Taranto  | definitivo |

| Cessioni | Cessioni             | Cessioni | Cessioni |
| R.       | Nome                 | a        | Modalità |
| -------- | -------------------- | -------- | -------- |
| D        | Angelo Della Guardia | Neapolis | prestito |

### Sessione invernale(dal 05/01 al 02/02)
| Acquisti | Acquisti           | Acquisti    | Acquisti    |
| R.       | Nome               | da          | Modalità    |
| -------- | ------------------ | ----------- | ----------- |
| P        | Daniele Scarsella  | Vicenza     | definitivo  |
| D        | Marco Schiavino    | Paganese    | definitivo  |
| C        | Stefano Cerniglia  | Palermo     | definitivo  |
| C        | Federico Cerone    | Savona      | definitivo  |
| C        | Davide Madeddu     | -           | reintegrato |
| C        | Davide Petermann   | Palermo     | prestito    |
| A        | Riccardo Barbuti   | Pescara     | prestito    |
| A        | Cristian Buonaiuto | Benevento   | prestito    |
| A        | Matteo Colombi     | Inter       | prestito    |
| A        | Luigi Scotto       | Alessandria | definitivo  |

| Cessioni | Cessioni             | Cessioni      | Cessioni                |
| R.       | Nome                 | a             | Modalità                |
| -------- | -------------------- | ------------- | ----------------------- |
| P        | Edoardo Cordella     | Spartak Varna | prestito                |
| D        | Alessio Fatticcioni  | Gavorrano     | svincolato              |
| C        | Daniele Franco       | Spezia        | fine prestito           |
| C        | Giancarlo Lisai      | Ancona        | prestito                |
| C        | Emmanuele Piras      | Fondi         | definitivo              |
| C        | Samuele Pizza        | Lucchese      | risoluzione consensuale |
| C        | Federico Pizzutelli  | Bari          | fine prestito           |
| A        | Pietro Balistreri    | Reggina       | prestito                |
| A        | Saveriano Infantino  | Ischia        | definitivo              |
| A        | Emanuele Santaniello | Paganese      | definitivo              |

## Risultati

### Lega Pro

#### Girone di andata
| Arbitro: | Amabile (Vicenza) |

|  |           |              |
|  | Marcatori | 30’ Maiorino |

| Arbitro: | Marini (Roma 1) |

|  |           |                         |
|  | Marcatori | 38’ Cristiani 53’ Curti |

| Arezzo 10 settembre 2014, ore 20:30 CEST 3ª giornata | Arezzo        | 0 – 0 referto | Torres | Stadio Città di Arezzo (2 795 spett.)\| Arbitro: \| Fanton (Lodi) \| |
| Arbitro:                                             | Fanton (Lodi) |               |        |                                                                      |

| Arbitro: | Dionisi (L'Aquila) |

|               |           |  |
| Marchetti 27’ | Marcatori |  |

| Arbitro: | Massimi (Termoli) |

|                     |           |              |
| Ranellucci 69’, 70’ | Marcatori | 52’ Maiorino |

| Arbitro: | Bichisecchi (Livorno) |

|                  |           |  |
| Maiorino 3’, 10’ | Marcatori |  |

| Arbitro: | Melidoni (Frattamaggiore) |

|                             |           |  |
| Balistreri 63’ Maiorino 84’ | Marcatori |  |

| Arbitro: | Schirru (Nichelino) |

|                   |           |  |
| Recino 56’ (rig.) | Marcatori |  |

| Arbitro: | Mancini (Fermo) |

|               |           |              |
| Balistreri 1’ | Marcatori | 90+2’ Caridi |

| Bassano del Grappa 26 ottobre 2014, ore 14:30 CET 10ª giornata | Bassano Virtus     | 0 – 0 referto | Torres | Stadio Rino Mercante (900 spett.)\| Arbitro: \| Illuzzi (Molfetta) \| |
| Arbitro:                                                       | Illuzzi (Molfetta) |               |        |                                                                       |

| Arbitro: | Caso (Verona) |

|               |           |                     |
| Pederzoli 45’ | Marcatori | 7’ (rig.) Infantino |

| Arbitro: | Formato (Benevento) |

|  |           |                          |
|  | Marcatori | 13’ Taddei 30’ Mezavilla |

| Arbitro: | Guccini (Albano Laziale) |

|                               |           |  |
| Margiotta 51’, 79’ Zigoni 69’ | Marcatori |  |

| Arbitro: | Fourneau (Roma) |

|  |           |              |
|  | Marcatori | 90+2’ Branca |

| Arbitro: | Andreini (Forlì) |

|                                     |           |                                       |
| Bruno 6’, 82’ (rig.) Bardelloni 85’ | Marcatori | 5’ Maiorino 71’ Migliaccio 76’ Foglia |

| Arbitro: | Viotti (Tivoli) |

|                                           |           |  |
| Maiorino 27’ (rig.) Balistreri 52’ (rig.) | Marcatori |  |

| Arbitro: | Pietropaolo (Modena) |

|                           |           |  |
| Zaccagni 12’ Raimondi 47’ | Marcatori |  |

| Arbitro: | D'Apice (Arezzo) |

|                          |           |                              |
| Aya 44’, 61’ Cafiero 55’ | Marcatori | 27’ Brighenti 41’ Gambaretti |

| Arbitro: | Mastrodonato (Molfetta) |

|                   |           |  |
| Scaccabarozzi 65’ | Marcatori |  |

#### Girone di ritorno
| Arbitro: | Spinelli (Terni) |

|                                                          |           |  |
| Maiorino 54’, 72’ Marinaro 61’ Guglielmotti 90+1’ (aut.) | Marcatori |  |

| Como 18 gennaio 2015, ore 11:00 CET 21ª giornata | Como             | 0 – 0 referto | Torres | Stadio Giuseppe Sinigaglia (1 184 spett.)\| Arbitro: \| Panarese (Lecce) \| |
| Arbitro:                                         | Panarese (Lecce) |               |        |                                                                             |

| Arbitro: | Baldicchi (Città di Castello) |

|              |           |  |
| Maiorino 37’ | Marcatori |  |

| Arbitro: | Zanonato (Vicenza) |

|            |           |                                                   |
| Meduri 25’ | Marcatori | 10’ Baraye 46’ (rig.) Maiorino 77’ (rig.) Barbuti |

| Arbitro: | Ranaldi (Tivoli) |

|                                        |           |                               |
| Petermann 12’ Barbuti 74’ Maiorino 85’ | Marcatori | 14’, 66’ Galuppini 81’ Romero |

| Arbitro: | Mei (Pesaro) |

|                           |           |  |
| Maccan 76’ Simoncelli 90’ | Marcatori |  |

| Arbitro: | Boggi (Salerno) |

|                          |           |  |
| Dickmann 60’ Corazza 65’ | Marcatori |  |

| Sassari 28 febbraio 2015, ore 14:30 CET 27ª giornata | Torres            | 0 – 0 referto | Giana Erminio | Stadio Vanni Sanna (600 spett.)\| Arbitro: \| Capraro (Cassino) \| |
| Arbitro:                                             | Capraro (Cassino) |               |               |                                                                    |

| Arbitro: | Capone (Palermo) |

|                                 |           |  |
| Raggio Garibaldi 6’ Tavanti 19’ | Marcatori |  |

| Arbitro: | Dei Giudici (Latina) |

|  |           |                 |
|  | Marcatori | 58’ Pietribiasi |

| Sassari 22 marzo 2015, ore 14:30 CET 30ª giornata | Torres              | 0 – 0 referto | Pavia | Stadio Vanni Sanna (500 spett.)\| Arbitro: \| Di Martino (Teramo) \| |
| Arbitro:                                          | Di Martino (Teramo) |               |       |                                                                      |

| Arbitro: | Pelagatti (Arezzo) |

|           |           |                  |
| Iunco 17’ | Marcatori | 7’ (rig.) Cerone |

| Sassari 29 marzo 2015, ore 12:30 CEST 32ª giornata | Torres            | 0 – 0 referto | Monza | Stadio Vanni Sanna (400 spett.)\| Arbitro: \| Capilungo (Lecce) \| |
| Arbitro:                                           | Capilungo (Lecce) |               |       |                                                                    |

| Bolzano 2 aprile 2015, ore 14:30 CEST 33ª giornata | Südtirol                | 0 – 0 referto | Torres | Stadio Druso (300 spett.)\| Arbitro: \| Guarino (Caltanissetta) \| |
| Arbitro:                                           | Guarino (Caltanissetta) |               |        |                                                                    |

| Arbitro: | Fanton (Lodi) |

|                                 |           |                          |
| Colombi 61’ Maiorino 88’ (rig.) | Marcatori | 7’ Bardelloni 67’ Malagò |

| Arbitro: | Formato (Benevento) |

|  |           |                     |
|  | Marcatori | 83’ (rig.) Maiorino |

| Arbitro: | Viotti (Tivoli) |

|                       |           |            |
| Baraye 33’ Scotto 68’ | Marcatori | 11’ Guerra |

| Arbitro: | Bichisecchi (Livorno) |

|           |           |            |
| Jadid 14’ | Marcatori | 45’ Baraye |

| Arbitro: | Catona (Reggio Calabria) |

|  |           |               |
|  | Marcatori | 37’ Spampatti |

### Coppa Italia Lega Pro

#### Fase eliminatoria a gironi
| Arbitro: | Vito Mastrodonato (Molfetta) |

|  |           |                                            |
|  | Marcatori | 9’ Bottone 50’, 52’ Rubino 56’ Santaniello |

| Arbitro: | Daniele Viotti (Tivoli) |

|                                                          |           |  |
| Pizza 9’ Cafiero 30’ Maiorino 43’, 55’ Rubino 73’ (rig.) | Marcatori |  |

#### Fase ad eliminazione diretta
| Arbitro: | Federico Dionisi (L'Aquila) |

|                                  |           |  |
| Frediani 4’, 29’ Stanco 10’, 80’ | Marcatori |  |

## Statistiche
Aggiornate al 10 maggio 2015.

### Statistiche di squadra
| Competizione          | Punti | In casa | In casa | In casa | In casa | In casa | In casa | In trasferta | In trasferta | In trasferta | In trasferta | In trasferta | In trasferta | Totale | Totale | Totale | Totale | Totale | Totale | DR |
| Competizione          | Punti | G       | V       | N       | P       | Gf      | Gs      | G            | V            | N            | P            | Gf           | Gs           | G      | V      | N      | P      | Gf     | Gs     | DR |
| --------------------- | ----- | ------- | ------- | ------- | ------- | ------- | ------- | ------------ | ------------ | ------------ | ------------ | ------------ | ------------ | ------ | ------ | ------ | ------ | ------ | ------ | -- |
| Lega Pro              | 47    | 19      | 8       | 6       | 5       | 23      | 16      | 19           | 3            | 8            | 8            | 12           | 22           | 38     | 11     | 14     | 13     | 35     | 38     | -3 |
| Coppa Italia Lega Pro | -     | 1       | 1       | 0       | 0       | 5       | 0       | 2            | 1            | 0            | 1            | 4            | 4            | 3      | 2      | 0      | 1      | 9      | 4      | +5 |
| Totale                | -     | 20      | 9       | 6       | 5       | 28      | 16      | 21           | 4            | 8            | 9            | 16           | 26           | 41     | 13     | 14     | 14     | 44     | 42     | +2 |

### Andamento in campionato
| Giornata  | 1 | 2  | 3  | 4 | 5  | 6 | 7 | 8 | 9 | 10 | 11 | 12 | 13 | 14 | 15 | 16 | 17 | 18 | 19 | 20 | 21 | 22 | 23 | 24 | 25 | 26 | 27 | 28 | 29 | 30 | 31 | 32 | 33 | 34 | 35 | 36 | 37 | 38 |
| --------- | - | -- | -- | - | -- | - | - | - | - | -- | -- | -- | -- | -- | -- | -- | -- | -- | -- | -- | -- | -- | -- | -- | -- | -- | -- | -- | -- | -- | -- | -- | -- | -- | -- | -- | -- | -- |
| Luogo     | T | C  | T  | C | T  | C | C | T | C | T  | T  | C  | T  | C  | T  | C  | T  | C  | T  | C  | T  | C  | T  | C  | T  | T  | C  | T  | C  | C  | T  | C  | T  | C  | T  | C  | T  | C  |
| Risultato | V | P  | N  | V | P  | V | V | P | N | N  | N  | P  | P  | P  | N  | V  | P  | V  | P  | V  | N  | V  | V  | N  | P  | P  | N  | P  | P  | N  | N  | N  | N  | N  | V  | V  | N  | P  |
| Posizione | 4 | 12 | 13 | 6 | 10 | 7 | 4 | 5 | 8 | 8  | 8  | 12 | 14 | 15 | 14 | 12 | 13 | 12 | 15 | 13 | 13 | 11 | 10 | 10 | 11 | 11 | 12 | 13 | 13 | 13 | 13 | 14 | 15 | 15 | 13 | 11 | 9  | 11 |

Fonte:  GIRONE A STATISTICA, su lega-pro.com.
Legenda:

Luogo: C = Casa; T = Trasferta. Risultato: R = Rinviata; V = Vittoria; N = Pareggio; P = Sconfitta.

### Statistiche dei giocatori
In corsivo i giocatori ceduti a stagione in corso.
| Giocatore        | Lega Pro | Lega Pro | Lega Pro    | Lega Pro   | Coppa Italia Lega Pro | Coppa Italia Lega Pro | Coppa Italia Lega Pro | Coppa Italia Lega Pro | Totale   | Totale | Totale      | Totale     |
| Giocatore        | Presenze | Reti     | Ammonizioni | Espulsioni | Presenze              | Reti                  | Ammonizioni           | Espulsioni            | Presenze | Reti   | Ammonizioni | Espulsioni |
| ---------------- | -------- | -------- | ----------- | ---------- | --------------------- | --------------------- | --------------------- | --------------------- | -------- | ------ | ----------- | ---------- |
| E. Cordella      | 0        | 0        | 0           | 0          | 2                     | -4                    | 0                     | 0                     | 2        | -4     | 0           | 0          |
| M. Costantino    | 2        | -2       | 0           | 0          | 1                     | 0                     | 0                     | 0                     | 3        | -2     | 0           | 0          |
| D. Scarsella     | 0        | 0        | 0           | 0          | -                     | -                     | -                     | -                     | 0        | 0      | 0           | 0          |
| A. Testa         | 36       | -36      | 2           | 0          | 2                     | 0                     | 0                     | 0                     | 38       | -36    | 2           | 0          |
| R. Aya           | 28       | 2        | 2           | 0          | -                     | -                     | -                     | -                     | 28       | 2      | 2           | 0          |
| C. Cafiero       | 24       | 1        | 7           | 0          | 2                     | 1                     | 0                     | 0                     | 26       | 2      | 7           | 0          |
| A. Della Guardia | 0        | 0        | 0           | 0          | 2                     | 0                     | 0                     | 0                     | 2        | 0      | 0           | 0          |
| A. Fatticcioni   | 0        | 0        | 0           | 0          | -                     | -                     | -                     | -                     | 0        | 0      | 0           | 0          |
| R. Imparato      | 30       | 0        | 6           | 0          | 2                     | 0                     | 0                     | 0                     | 32       | 0      | 6           | 0          |
| G. Ligorio       | 18       | 0        | 2           | 0          | -                     | -                     | -                     | -                     | 18       | 0      | 2           | 0          |
| D. Marchetti     | 37       | 2        | 7           | 0          | -                     | -                     | -                     | -                     | 37       | 2      | 7           | 0          |
| V. Migliaccio    | 30       | 0        | 9           | 0          | 2                     | 0                     | 0                     | 0                     | 32       | 0      | 9           | 0          |
| F. Minarini      | 10       | 0        | 2           | 0          | 3                     | 0                     | 1                     | 0                     | 13       | 0      | 3           | 0          |
| M. Schiavino     | 0        | 0        | 0           | 0          | -                     | -                     | -                     | -                     | 0        | 0      | 0           | 0          |
| B.Y. Baraye      | 36       | 3        | 4           | 0          | -                     | -                     | -                     | -                     | 36       | 3      | 4           | 0          |
| M. Bigazzi       | 1        | 0        | 0           | 0          | -                     | -                     | -                     | -                     | 1        | 0      | 0           | 0          |
| D. Bottone       | 9        | 0        | 0           | 0          | 2                     | 1                     | 0                     | 0                     | 11       | 1      | 0           | 0          |
| S. Cerniglia     | 0        | 0        | 0           | 0          | -                     | -                     | -                     | -                     | 0        | 0      | 0           | 0          |
| F. Cerone        | 11       | 1        | 4           | 0          | -                     | -                     | -                     | -                     | 11       | 1      | 4           | 0          |
| F. Foglia        | 36       | 1        | 4           | 0          | 2                     | 0                     | 0                     | 0                     | 38       | 1      | 4           | 0          |
| D. Franco        | 0        | 0        | 0           | 0          | 1                     | 0                     | 0                     | 0                     | 1        | 0      | 0           | 0          |
| T. Funari        | 6        | 0        | 1           | 0          | -                     | -                     | -                     | -                     | 6        | 0      | 1           | 0          |
| G. Giuffrida     | 25       | 0        | 6           | 0          | -                     | -                     | -                     | -                     | 25       | 0      | 6           | 0          |
| G. Lisai         | 19       | 0        | 1           | 1          | 2                     | 0                     | 1                     | 0                     | 21       | 0      | 2           | 1          |
| D. Madeddu       | 0        | 0        | 0           | 0          | -                     | -                     | -                     | -                     | 0        | 0      | 0           | 0          |
| P. Maiorino      | 37       | 14       | 6           | 0          | 2                     | 2                     | 0                     | 0                     | 39       | 16     | 6           | 0          |
| C. Marinaro      | 15       | 1        | 1           | 0          | 1                     | 0                     | 0                     | 0                     | 16       | 1      | 1           | 0          |
| D. Petermann     | 9        | 1        | 2           | 0          | -                     | -                     | -                     | -                     | 9        | 1      | 2           | 0          |
| E. Piras         | 0        | 0        | 0           | 0          | 2                     | 0                     | 0                     | 0                     | 2        | 0      | 0           | 0          |
| S. Pizza         | 18       | 0        | 3           | 0          | 2                     | 1                     | 0                     | 0                     | 20       | 1      | 3           | 0          |
| F. Pizzutelli    | 5        | 0        | 0           | 0          | 1                     | 0                     | 0                     | 0                     | 6        | 0      | 0           | 0          |
| L. Remedi        | 0        | 0        | 0           | 0          | -                     | -                     | -                     | -                     | 0        | 0      | 0           | 0          |
| P. Balistreri    | 17       | 3        | 1           | 0          | -                     | -                     | -                     | -                     | 17       | 3      | 1           | 0          |
| R. Barbuti       | 10       | 2        | 2           | 0          | -                     | -                     | -                     | -                     | 10       | 2      | 2           | 0          |
| C. Buonaiuto     | 14       | 0        | 1           | 0          | -                     | -                     | -                     | -                     | 14       | 0      | 1           | 0          |
| M. Colombi       | 4        | 1        | 0           | 0          | -                     | -                     | -                     | -                     | 4        | 1      | 0           | 0          |
| S. Infantino     | 9        | 1        | 1           | 0          | -                     | -                     | -                     | -                     | 9        | 1      | 1           | 0          |
| G. Rubino        | 3        | 0        | 1           | 0          | 2                     | 3                     | 0                     | 0                     | 5        | 3      | 1           | 0          |
| E. Santaniello   | 13       | 0        | 1           | 0          | 2                     | 1                     | 0                     | 0                     | 15       | 1      | 1           | 0          |
| L. Scotto        | 12       | 1        | 0           | 1          | -                     | -                     | -                     | -                     | 12       | 1      | 0           | 1          |
| A. Sassu         | -        | -        | -           | -          | 1                     | 0                     | 0                     | 0                     | 1        | 0      | 0           | 0          |
| M. Badami        | -        | -        | -           | -          | 1                     | 0                     | 0                     | 0                     | 1        | 0      | 0           | 0          |
| G. Inzerillo     | -        | -        | -           | -          | 1                     | 0                     | 0                     | 0                     | 1        | 0      | 0           | 0          |
| F. Altea         | -        | -        | -           | -          | 1                     | 0                     | 0                     | 0                     | 1        | 0      | 0           | 0          |
| G. Illario       | -        | -        | -           | -          | 1                     | 0                     | 0                     | 0                     | 1        | 0      | 0           | 0          |
| C. Pirino        | -        | -        | -           | -          | 1                     | 0                     | 0                     | 0                     | 1        | 0      | 0           | 0          |
| A. Zerauschek    | -        | -        | -           | -          | 1                     | 0                     | 0                     | 0                     | 1        | 0      | 0           | 0          |